# Kalaw
Kalaw  è una hill station di 57 797 abitanti, nel paese di Kalaw Township, nel Distretto di Taunggyi, nello Stato Shan.
Il paese si trova ad un'altitudine di 1 310 metri s.l.m e a 50 km dal lago Inle.
La religione principale è il Buddismo.

## Storia
Il paese è stato una colonia britannica.